# Ségalas (Lot y Garona)
 Ségalas  es una población y comuna francesa, en la región de Aquitania, departamento de Lot y Garona, en el distrito de Marmande y cantón de Lauzun.

## Demografía
| 331 | 313 | 234 | 222 | 189 | 169 |
| Para los censos de 1962 a 1999 la población legal corresponde a la población sin duplicidades (Fuente: INSEE [Consultar]) |     |     |     |     |     |